# Leptopsalis novaguinea
Espèce
Synonymes
- Stylocellus  novaguinea Clouse & Giribet, 2007

Leptopsalis novaguinea est une espèce d'opilions cyphophthalmes de la famille des Stylocellidae.

## Distribution
Cette espèce est endémique de Nouvelle-Guinée occidentale en Indonésie. Elle se rencontre sur le mont Meja.

## Description
Le mâle holotype mesure 3,72 mm.

## Systématique et taxinomie
Cette espèce a été décrite sous le protonyme Stylocellus  novaguinea par Clouse et Giribet en 2007. Elle est placée dans le genre Leptopsalis par Clouse et Giribet en 2012.

## Étymologie
Son nom d'espèce lui a été donné en référence au lieu de sa découverte, la Nouvelle-Guinée.

## Publication originale
- Clouse & Giribet, 2007 : « Across Lydekker’s Line — first report of mite harvestmen (Opiliones : Cyphophthalmi : Stylocellidae) from New Guinea. » Invertebrate Systematics, vol. 21, no 3, p. 207-227.